# Tyndaris
Tyndaris ou Tyndarion (du grec ancien Τυνδαρίς selon Strabon ou Τυνδάριον selon Ptolémée), est une ancienne cité grecque puis romaine située dans la province de Messine en Sicile, aujourd'hui Tindari, dans la commune de Patti.

## Historique des recherches du site archéologique
Les ruines actuelles de Tindari sont le fruit de nombreuses campagnes de fouilles archéologiques.
Parmi les premières recherches, soit durant les XVIII-XIXe siècles, les premières structures attestées furent le théâtre grec, la basilique romaine ainsi que d’autres édifices tels que le Bouleutérion. Francesco Ferrara a été le rédacteur de la première monographie sur l’archéologie de Tindari sous le nom de Memorie sopra l’antica distrutta città di Tindari, publié durant la première moitié du XIXe siècle.
Dès la deuxième partie du XIXe siècle, les fouilles ont commencé à être systématiques. C’est notamment durant ces fouilles que les habitations à l’ouest de la basilique romaine ont été découvertes. Ces dernières ont la particularité de posséder des mosaïques polychromes.
Une des dernières grandes études du site a été réalisé par Nino Lamboglia en 1950-1952. Durant son étude, des fragments de marbre de statues Niké acrotériales ont été retrouvés. 
Les dernières fouilles ont eu lieu jusqu’en 2007. Ces fouilles ont notamment nourri l’hypothèse que le noyau urbain était situé au nord du théâtre.

## Histoire
À l'Âge du bronze, la civilisation dite de Tindari se développe dans le nord-est de la Sicile, notamment à Tindari et Naxos, caractérisée par une céramique grise.
Tindari a été fondée en 396 av. J.-C. par Denys l’Ancien, tyran de Syracuse. Cette colonie a été fondée afin d’assouvir un contrôle plus important sur la péninsule. En effet, Denys l’Ancien avait pour but de contrôler le détroit de Messine qui permet un accès direct à l’Italie et également aux routes commerciales. Ses ambitions furent remplies étant donné que le tyran de Syracuse réussit à détruire les forces de Rhêgion, colonie d’Italie. Ainsi, en ayant le contrôle des deux côtés du détroit avec Rhêgion en Italie et Messine (anciennement appelé Zancle) en Sicile, Denys l’Ancien montre sa puissance.
Elle rallie Timoléon et subit les menaces des Mamertins. 
En -254, elle accepte la domination romaine et prospère sous le début de l'Empire.
Comme plusieurs cités antiques de Sicile, comme Taormina ou Gela, Tindari a été détruite à la suite d'un tremblement de terre vers 360 ap. J.-C. 
Elle a été le siège d'un diocèse, entre le VIIe siècle et le IXe siècle. Les Arabes détruisent la ville à une date incertaine.

## Zone archéologique
Au sommet de l'acropole : vestiges du théâtre antique et de la cité antique : quartier d'habitations, mur d'enceinte.

### Organisation urbaine
Tindari fait partie de ces nouvelles cités dans le sens où elle ne suit pas l’organisation chaotique de Rome ou Athènes. En effet, elle possède un plan régulier, également dit « en damier ». D’autres cités de Sicile présentent la même organisation comme Mégara Hyblaea, fondée au VIIIe siècle av. J.-C.. L'insula dégagée présente des habitations populaires et des maisons à péristyle de l'époque d'Auguste ont été découvertes, des boutiques, des petits thermes et un système d'égout. 
Le decumanus mène du théâtre à la basilique et à l’agora.

### Mur d'enceinte
Le rempart était percé d’une porte unique. Elle est l’une des enceintes les mieux conservées de la Sicile.
D’après les stratigraphies archéologiques, les premières traces d’utilisation de ce site remontent à 350-300 BC. Toutefois, à cette époque, aucun indice ne suspecte une muraille protégeant la ville. Selon Nino Lamboglia, ce n’est que dès 300-250 av JC que la muraille a été érigée (probablement durant le règne de Hicetas (289-278 av JC). Toujours d’après le même archéologue, cette muraille aurait subi des modifications jusqu’en 150 av. J.-C. L’état de préservation de celle-ci ne permet pas de définir l’Opera de la structure. Toutefois, à son dernier stade, les études ont montré qu’elle était recouverte d’un plâtre.

### Théâtre
Le site archéologique de Tindari présente un théâtre typiquement grec. Ce dernier est distinguable du théâtre romain par le fait que la structure épouse la topographie naturelle. Ainsi, le théâtre de Tindari profite du caractère montagneux du site. Sa cavea, tournée vers la mer, a un diamètre de 63 m de diamètre. La scène grecque possédait trois portes et deux parascènes. 
Le théâtre est construit en pierre dure et est en forme d'hémicycle à la fin du IVe siècle av. J.-C. et adapté à l’époque romaine pour accueillir les jeux d'amphithéâtre par la transformation de l’orchestre en arène, bordée d’un haut podium pour protéger les spectateurs.

### Basilique
Initialement considérée comme un gymnase lors des premières fouilles, la structure a finalement été déduite comme une basilique. Cette dernière semble dater de la fin du Ier siècle av. J.-C. en raison de son architecture, grande salle voûtée avec neuf arcs.

## Images

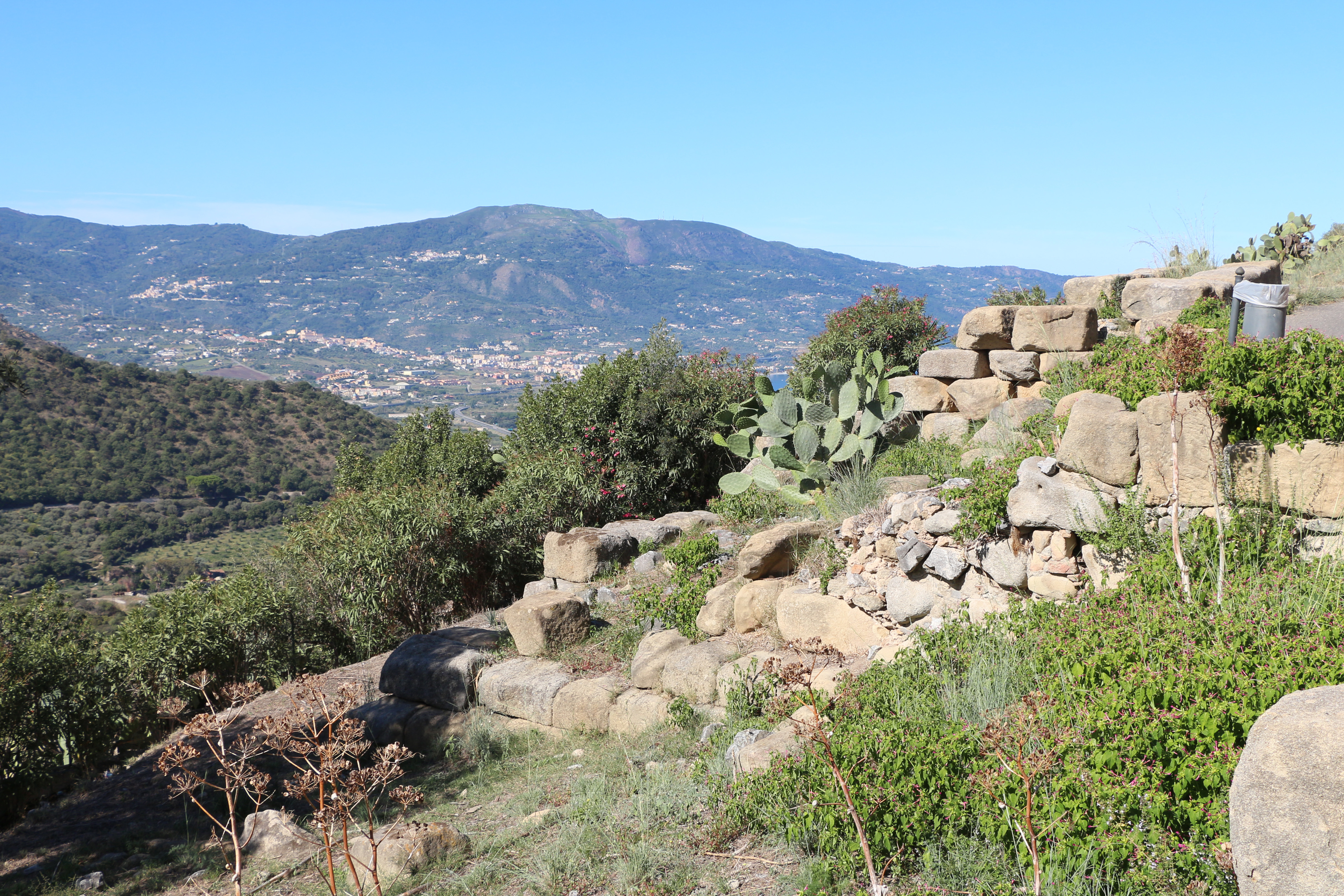
Restes de l'ancien mur d'enceinte
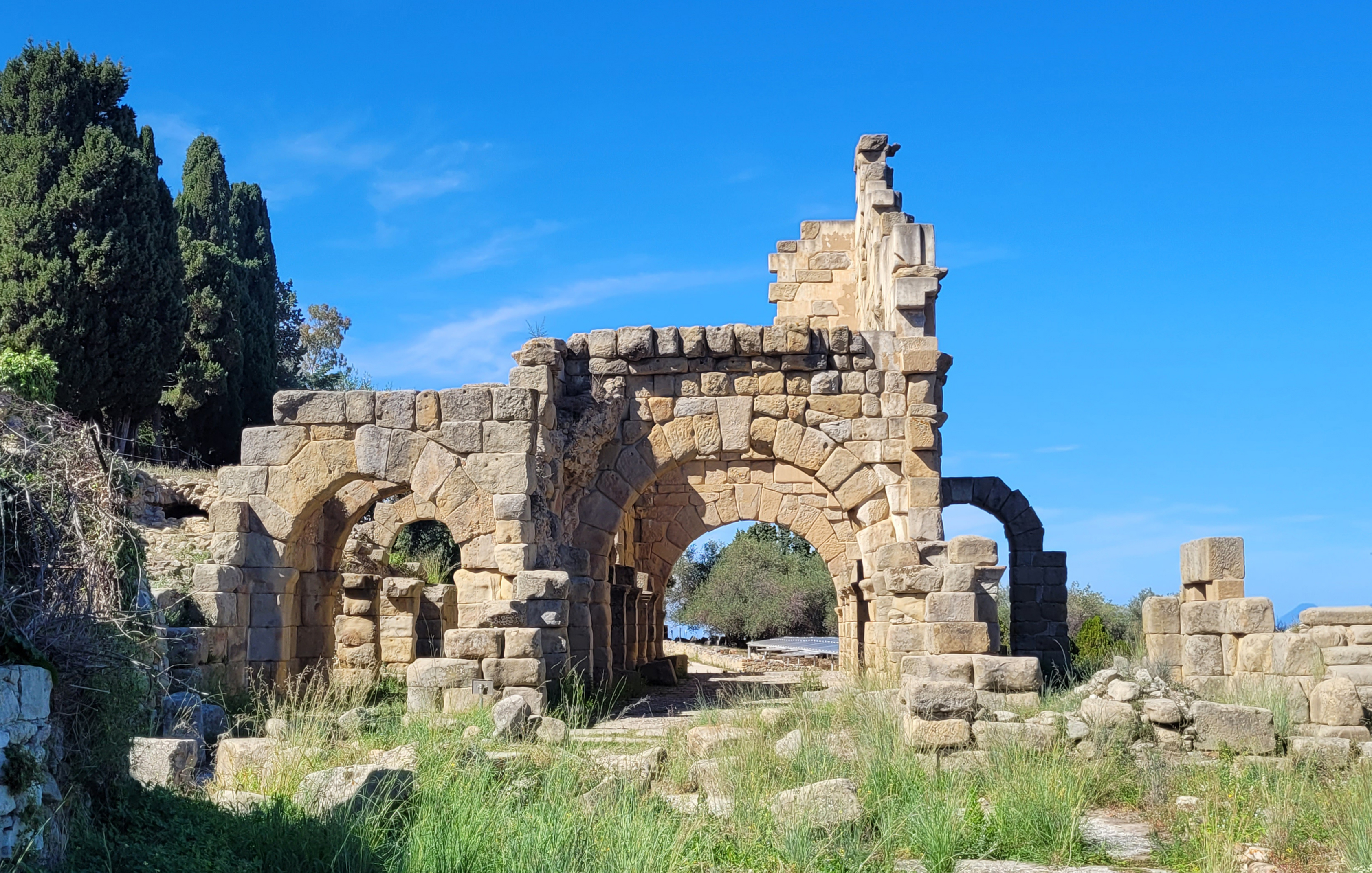
La Basilique
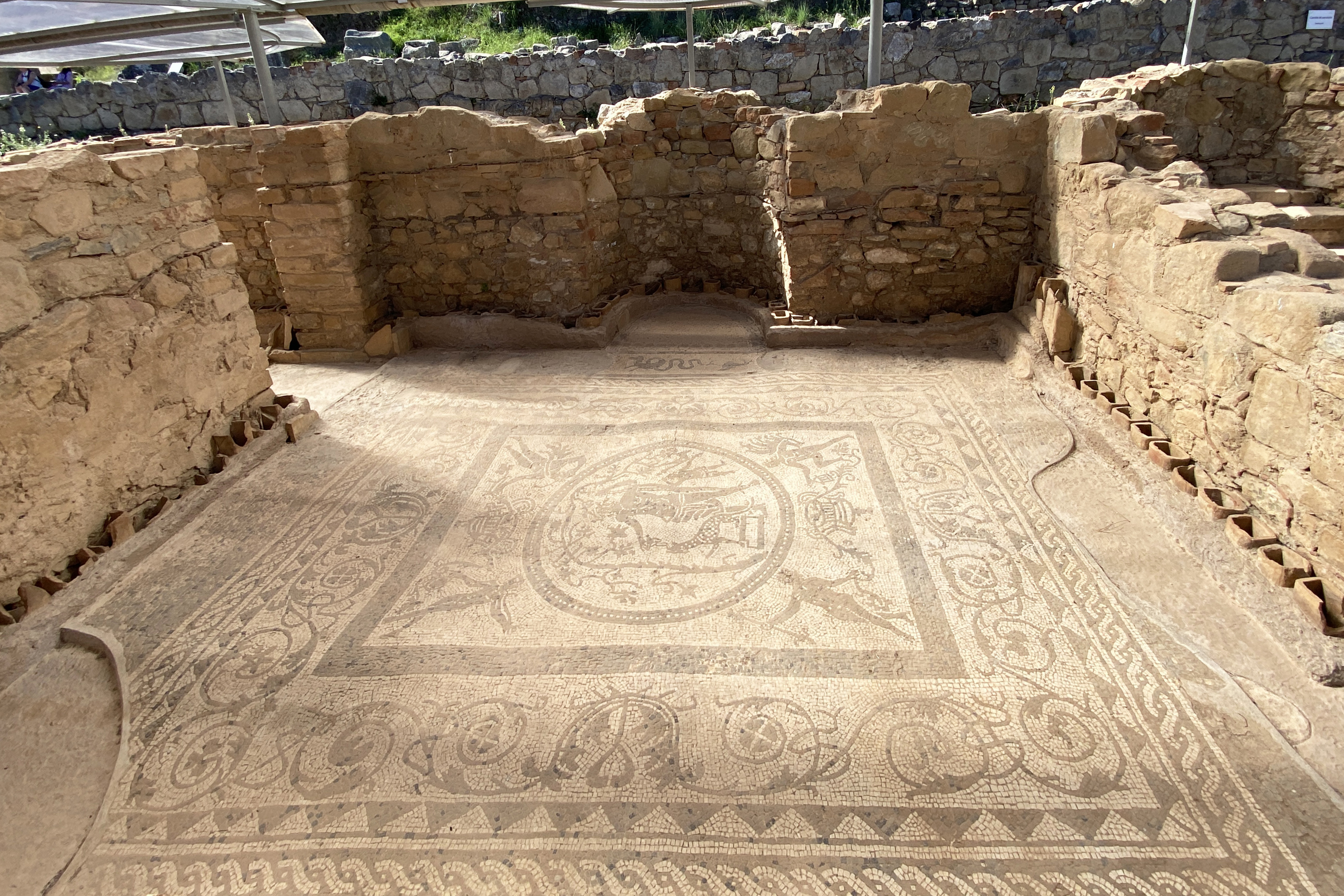
Mosaique sur le site
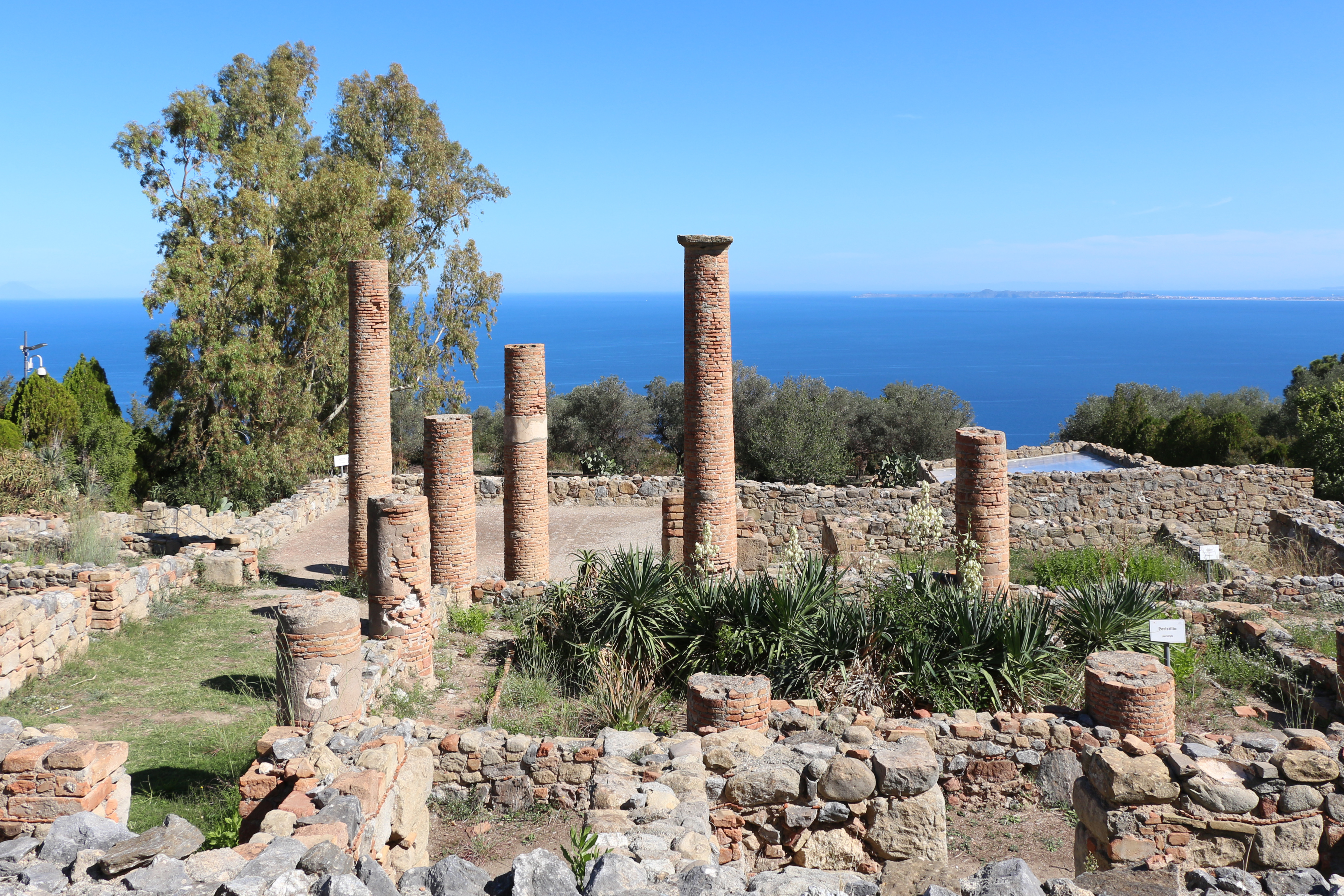
Anciennes maisons romaines
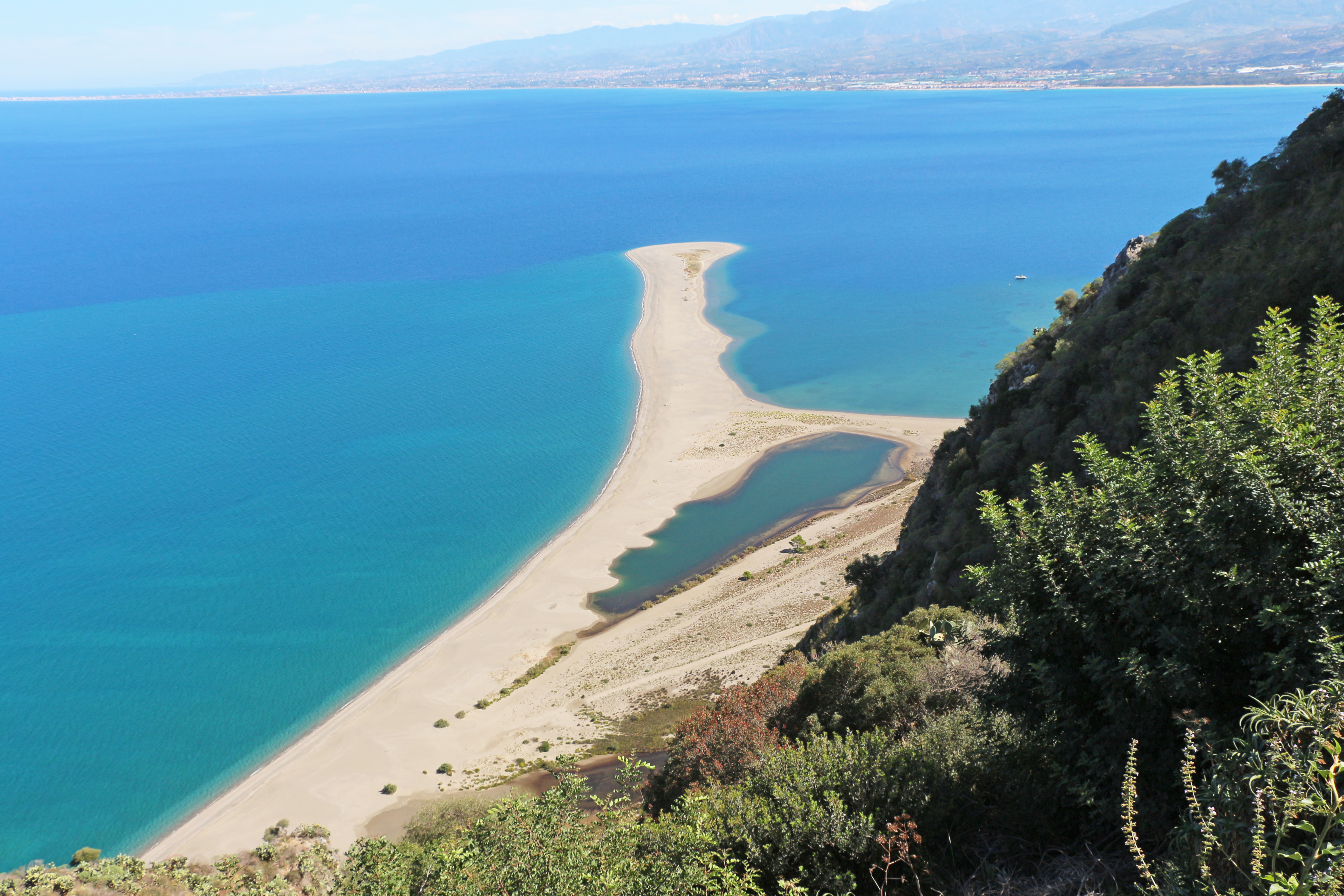
Lagune de Tindari